# Bitwa pod Płońskiem
Bitwa pod Płońskiem – część bitwy nad Wkrą. Walki polskiej  grupy płk. Gustawa Orlicz-Dreszera z oddziałami sowieckiej 18. i 54 Dywizji Strzelców w czasie II ofensywy Frontu Zachodniego Michaiła Tuchaczewskiego w okresie wojny polsko-bolszewickiej.

## Sytuacja ogólna
W pierwszej dekadzie lipca 1920 przełamany został front polski nad Autą, a wojska Frontu Północno-Wschodniego gen. Stanisława Szeptyckiego cofały się pod naporem ofensywy Michaiła Tuchaczewskiego.
Naczelne Dowództwo Wojska Polskiego nakazało powstrzymanie wojsk sowieckiego Frontu Zachodniego na linii dawnych okopów niemieckich z okresu I wojny światowej. Sytuacja operacyjna, a szczególnie upadek Wilna i obejście pozycji polskich od północy, wymusiła dalszy odwrót wojsk polskich. 1 Armia gen. Gustawa Zygadłowicza cofała się nad Niemen, a 4 Armia nad Szczarę. Obrona wojsk polskich na linii Niemna i Szczary również nie spełniła oczekiwań. W walce z przeciwnikiem oddziały polskie poniosły duże straty i zbyt wcześnie rozpoczęły wycofanie na linię Bugu.
Plan polskiego Naczelnego Dowództwa zakładał, że 1. i 4. Armia oraz Grupa Poleska powstrzymają bolszewików i umożliwią przygotowanie kontrofensywy z rejonu Brześcia. Rozstrzygającą operację na linii Bug, Ostrołęka, Omulew doradzał też gen. Maxime Weygand.
Utrata Twierdzy Brzeskiej spowodowała, że plan Naczelnego Dowództwa Wojska Polskiego uderzenia znad Bugu w skrzydło wojsk Frontu Zachodniego Michaiła Tuchaczewskiego i rozegrania tam decydującej bitwy przestał być realny. Wojska polskie cofały się nadal, a kolejną naturalną przeszkodą terenową dogodną do powstrzymania sowieckiej ofensywy była Wisła.
Planując stoczenie generalnej bitwy z sowieckimi wojskami Frontu Zachodniego nad Wisłą, Józef Piłsudski nakazał w dniu 6 sierpnia utworzenie 5 Armii pod dowództwem gen. Władysława Sikorskiego z zadaniem osłony północnego skrzydła frontu polskiego między granicą pruską a Bugiem. Armia ta miała prowadzić działania obronne, utrzymując przeprawy na Narwi i Orzycu oraz przeciwdziałać próbom marszu Armii Czerwonej ku dolnej Wiśle i Modlinowi, aż do momentu ruszenia polskiej kontrofensywy znad Wieprza. Energicznie prowadzone przez nieprzyjaciela natarcie, zmusiło gen. Władysława Sikorskiego do rezygnacji z planowanej obrony na linii Narwi, Orzyca i oparcie się na Wkrze – ostatniej większej przeszkodzie wodnej przed Wisłą. W tym czasie Michaił Tuchaczewski skierował swoje armie nad dolną Wisłę z zadaniem sforsowania jej na odcinku Modlin – Włocławek. Awangardy 4 Armii Aleksandra Szuwajewa  i przydzielonego do niej 3 Korpusu Kawalerii Gaja już 14 sierpnia dotarły pod Włocławek. W tym dniu dowódca 5 Armii gen. Władysław Sikorski otrzymał od dowódcy Frontu Północnego gen. Józefa Hallera rozkaz uderzenia na 15 Armię Augusta Korka.

## Działania w rejonie Płońska

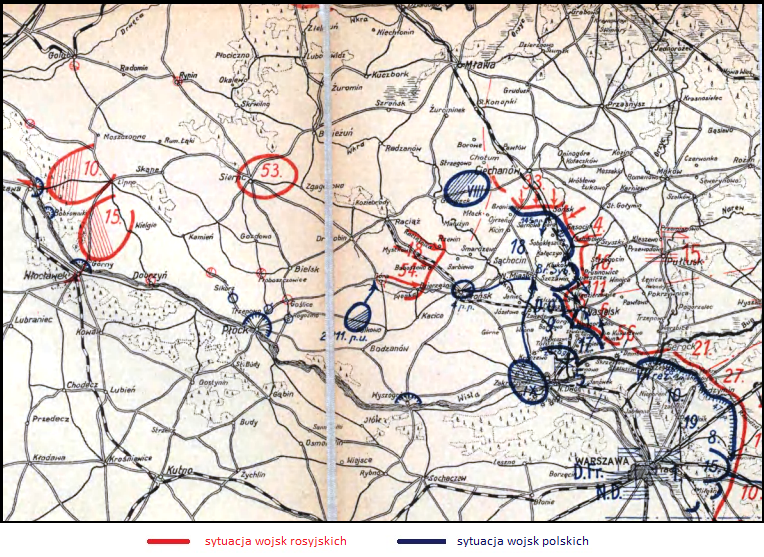
Sytuacja taktyczna 16 sierpnia 1920

14 sierpnia z rejonu Płońska ruszyła na Ciechanów grupa gen. Franciszka Krajowskiego. Trafiła ona w lukę powstałą między oddziałami sowieckich 15 Armii i szybko prącej na zachód 4 Armii. Wieczorem oddziały gen. Krajowskiego podeszły pod Ciechanów. Na ofensywne działania grupy gen. Krajowskiego zareagowali zarówno dowódca 4 Armii Aleksandr Szuwajew jak i dowódca 15 Armii August Kork. Wstrzymali oni chwilowo marsz swoich armii w kierunku Wisły. Szuwajew wysłał pod Płońsk cztery brygady 18. i 54 Dywizji Strzelców z zadaniem uderzenia na tyły polskiej 5 Armii w rejonie Płońska. Działania te miały być skoordynowane z natarciem prawego skrzydła 15 Armii. 53 Dywizja Strzelców miała zatrzymać się w rejonie Bieżuń–Sierpc i ubezpieczać natarcie prowadzone na Płońsk.
August Kork wysłał pod Płońsk 4. i 16 Dywizję Strzelców. Zostały one jednak zatrzymane przez oddziały polskiej 18 Dywizji Piechoty i pod Płońsk nie dotarły.
Dzięki przechwyconej radiodepeszy, dowództwo polskie wiedziało o marszu dwóch dywizji na Płońsk. Utrata miasta wiązała się oskrzydleniem całej walczącej nad Wkrą 5 Armii i niosłaby za sobą nieobliczalne konsekwencje w skali całego frontu.
W tej sytuacji na dowódcę obrony Płońska wyznaczony został płk Gustaw Orlicz-Dreszer, a stanowiące dotychczas załogę Płońska szwadrony zapasowe 4. i 7 pułku ułanów zostały wsparte nowo sformowanymi II i III batalionem 4 pułku piechoty, szwadronem 2 pułku ułanów, oraz batalionem morskim.
Wizytując, wspólnie z mjr. Stanisławem Rostworowskim,  linie obronne wokół tego miasta, gen. Sikorski nakazał przyśpieszyć marsz do Płońska 9 Brygady Jazdy i koncentrującej się pod Modlinem VIII Brygady Piechoty.
Do obrony miasta ściągnięto 1 pułk szwoleżerów i 201 ochotniczy pułk szwoleżerów.
Wieczorem 16 sierpnia pod miasto podeszła sowiecka 52 Brygada Strzelców. Uderzyła ona na prowizorycznie zorganizowaną na wzgórzach na zachód od miasta polską obronę i przełamała ją.
Jeden z obrońców miasta, Tadeusz Machalski, pisze:

[...] Mimo nieludzkich wysiłków obrońców, cieniutka linia naszej piechoty wciąż się rwała. Mrok już zapadł, kiedy nieprzyjaciel zaczął podchodzić do pierwszych domów Płońska. Utrzymanie miasta wydawało się niemożliwe. Odwodów nie było.

W tym czasie nadciągające 1. i 201 pułki szwoleżerów, wsparte 7 baterią 9 pułku artylerii polowej i dwoma samochodami pancernymi, wykonały kontratak i odrzuciły nieprzyjaciela na północ.
W tym dniu Tuchaczewski wydał dyrektywę nr 351, w której nakazywał zniszczyć wojska polskie znajdujące się w rejonie Ciechanowa i nad Wkrą.
W tym celu 15 Armia miała przejść do zdecydowanego natarcia na Płońsk. Grupa uderzeniowa 3 Armii Władimira Łazariewicza powinna współdziałać z 15 Armią, a odwodowa 56 Dywizja Strzelców 3 Armii być przesunięta w rejon Makowa i podporządkowana 15 Armii. Był to kolejny plan osaczenia i rozbicia polskiej 5 Armii. Jego wykonanie w nakazanym przez Tuchaczewskiego czasie nie było już możliwe przede wszystkim wskutek porażki 15 i części 3 Armii w bitwie o Nasielsk oraz braku łączności między dowódcą 4 Armii a podległymi mu dywizjami. Był to pierwszy efekt utraty radiostacji tej armii wskutek wcześniejszego rajdu polskiej kawalerii.
17 sierpnia z kierunku Raciąża podeszły pod Płońsk dwie brygady sowieckie 54 Dywizji Strzelców, a od strony Mostkowa i Arcelina 53 Brygada Strzelców.

Zadanie dnia dla grupy pułkownika Orlicz-Dreszera brzmiało: grupa w składzie 1 pułku szwoleżerów, 201 pułku ułanów oraz VIII Brygady Piechoty, którą dowództwo armii zadyrygowało do Płońska, a wreszcie garnizonu Płońska oraz jednej baterii dział przejdzie do zdecydowanej ofensywy przeciw siłom nieprzyjaciela, które przekroczyły na zachód linię Modlin–Płońsk–Mława.
Pułkownik Orlicz-Dreszer wysłał na kierunek północno-wschodni 9 Brygadę Jazdy złożoną z 1 i 201 pułku szwoleżerów, a piechota zajęła stanowiska na zachód i południowy zachód od miasta. 1 pułk szwoleżerów uderzył pod Sarbiewem na oddziały 54 Dywizji Strzelców.
Walki o miasto
Na Płońsk uderzyły 52 i 53 Brygady Strzelców. Miasta bronił spieszony 203 pułk ułanów. Kawalerzyści walczyli nawet na bagnety. 201 pułk szwoleżerów powstrzymał pod Arcelinem i Ćwiklinem natarcie 52 Brygady Strzelców, ale 53 Brygada Strzelców przełamała polska obronę. Ciężko ranny został dowódca 201 pułku szwoleżerów, mjr Stefan Kulesza.
Pułkownik Dreszer, oceniając położenie jako krytyczne, nakazał powrót 1 pułkowi szwoleżerów i uderzenia od północy na obie atakujące miasto sowieckie brygady. Sprawnie przeprowadzony manewr oderwania się od sowieckiej piechoty uwieńczyła świetna szarża polskiej kawalerii między Arcelinem a Płońskiem.

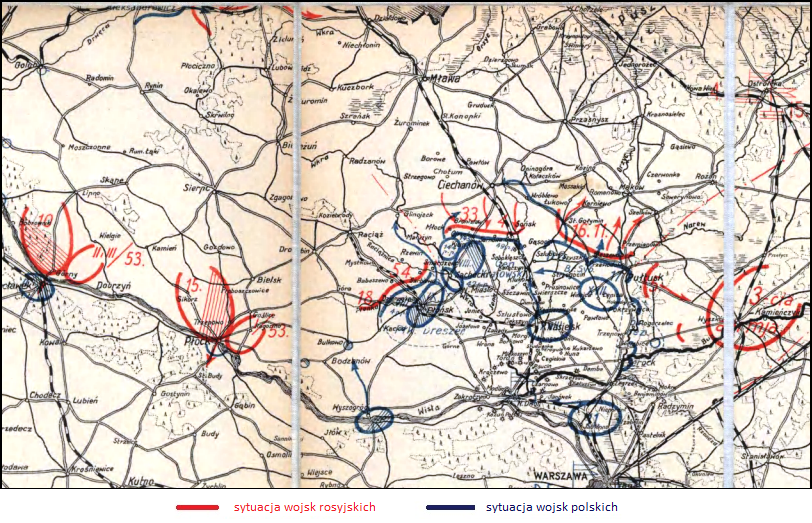
Sytuacja taktyczna 18 sierpnia 1920

W jej efekcie rozbito obie zaskoczone brygady 18 Dywizji Strzelców. Z zamiaru atakowania miasta zrezygnowała też 54 Dywizja Strzelców. Nieprzyjaciel wycofał się na linię rzeki Raciążnicy.

## Bilans walk
Obrona Płońska i załamanie uderzenia sowieckiej 4 Armii na tyły polskiej 5 Armii umożliwiło kontynuowanie przez oddziały gen. Władysława Sikorskiego natarcia na sowiecką 15 Armię w kulminacyjnym momencie bitwy nad Wisłą.